# Коси (Подільський район)
Ко́си — село Куяльницької сільської громади в Подільському районі Одеської області, Україна. Населення становить 1012 осіб.

## Історія
Під час організованого радянською владою Голодомору 1932—1933 років помер щонайменше 101 житель села.
1 лютого 1945 року село Бурдеї Косівської Першої сільради приєднали до села Коси Перші.
Станом на 1967 рік с. Коси (Коси Перші) та Коси Другі об'єдані в одне село Коси.
12 червня 2020 року, відповідно до Розпорядження Кабінету Міністрів України від № 724-р «Про визначення адміністративних центрів та затвердження територій територіальних громад Одеської області», увійшло до складу Куяльницької сільської територіальної громади.
19 липня 2020 року, в результаті адміністративно-територіальної реформи і ліквідації Подільського району (1923-2020), село увійшло до складу новоутвореного Подільського району Одеської області.

## Населення
Згідно з переписом УРСР 1989 року чисельність наявного населення села становила 1172 особи, з яких 512 чоловіків та 660 жінок.
За переписом населення України 2001 року в селі мешкало 1011 осіб.

### Мова
Розподіл населення за рідною мовою за даними перепису 2001 року:
| Мова       | Відсоток |
| ---------- | -------- |
| українська | 78,26 %  |
| російська  | 19,47 %  |
| молдовська | 2,17 %   |

## Відомі мешканці

### Народились
- Борщов Сергій Тимофійович — радянський льотчик-штурмовик, у роки Німецько-радянської війни заступник командира 79-го гвардійського штурмового авіаційного полку з льотної частини. Герой Радянського Союзу.